# Heinrich Rudolph von Vasold
Heinrich Rudolph von Vasold (* 1707 in Ingersleben (Thüringen); † 1786) war ein königlich-preußischer Generalmajor und der Chef des Kürassier-Regiments Nr. 6 sowie Träger des Pour le Mérite.

## Leben
Er entstammte einem thüringischen Adelsgeschlecht und war zunächst in Diensten von Sachsen-Gotha. Im Jahr 1741 ging er in preußische Dienste. Am 8. Januar 1745 wurde er Major im Leibkarabinerregiment. Im Jahre 1754 wurde er Oberstleutnant, 1758 Oberst und am 14. April 1759 wurde er Generalmajor und Chef des Kürassier-Regiments Nr. 6. Ab 1741 war er an allen Feldzügen Friedrich II. beteiligt. 1758 konnte er sich im Gefecht von Wischau in Mähren so auszeichnen, dass er den Orden Pour le Mérite bekam. Im Jahr 1759 ging er mit den Korps Fink im Gefecht von Maxen in Gefangenschaft. Er wurde am Ende des Krieges aus der Gefangenschaft entlassen und vor ein Kriegsgericht gestellt, das ihn auch verurteilte. Er konnte aber sein Regiment behalten. Aber er war beim König in Ungnade gefallen; und so bat er um seinen Abschied, der auch genehmigt wurde. Er trat danach in dänische Dienste.
Er war in Thüringen mit Katharina Charlotte verheiratet und wurde in Ingersleben begraben.